# KAMAZ
KAMAZ, Kamaz (ros. ОАО «КАМАЗ» – Камский автомобильный завод, pol. Kamskij awtomobilnyj zawod) – rosyjski producent samochodów ciężarowych, z siedzibą w mieście Nabierieżnyje Czełny.

## Historia
- 15 lutego 1976: Pierwszy w historii KAMAZ zjechał z taśmy produkcyjnej
- 29 grudnia 1976: Oficjalne otwarcie zakładów
- 1987: Rozpoczęto produkcję małych samochodów osobowych Łada Oka w zakładach należących do KAMAZ-a, w 1991 roku wyodrębnionych jako ZMA
- 25 czerwca 1990: Rząd podjął decyzję o utworzeniu spółki akcyjnej KAMAZ (АО «КАМАЗ»), była to pierwsza tego typu spółka na terenie ZSRR
- 30 sierpnia 1999: Przedsiębiorstwo miało na koncie już ponad 1,6 mln wyprodukowanych pojazdów ciężarowych oraz ponad 2 mln silników Diesla
- 2007: Liczba wyprodukowanych pojazdów przekroczyła 1,8 mln[2]
- 2012: Został wyprodukowany 2 mln samochód ciężarowy
- 1 lipca 2013: Firma Kamaz Polska zostaje autoryzowanym dealerem na terenie Polski

Ciężarówki KAMAZ zaprojektowano w nowoczesny jak na swoje czasy sposób (silnik umieszczony pod unoszoną kabiną), wyposażono je standardowo w jednostkę V8 (co jest rzadkością w przypadku innych producentów), która mogła poradzić sobie z ciężkimi warunkami pracy.
Obecnie zakłady KAMAZ składają się z 9 fabryk, w tym zlokalizowanych także poza Rosją (Wietnam, Indie, Kazachstan), wyspecjalizowanych w produkcji różnych podzespołów. Są drugimi w Federacji Rosyjskiej pod względem wielkości produkcji, oraz jedynymi zakładami w Rosji produkującymi pełną gamę samochodów ciężarowych różnego typu. Zakłady KAMAZ posiadają załogę fabryczną startującą w rajdach, m.in. Dakar specjalnie przygotowanym KAMAZ-em.
Decyzją z dnia 3 czerwca 2022 r. Rada Unii Europejskiej nałożyła na przedsiębiorstwo sankcje za wspieranie działań podważających integralność terytorialną, suwerenność i niezależność Ukrainy.

## Modele
- KAMAZ 4911
- KAMAZ 49252
- KAMAZ 43253
- KAMAZ 49256
- KAMAZ 5320
- KAMAZ 5410
- KAMAZ 5460
- KAMAZ 5511
- KAMAZ 6520
- KAMAZ 65115

## Galeria

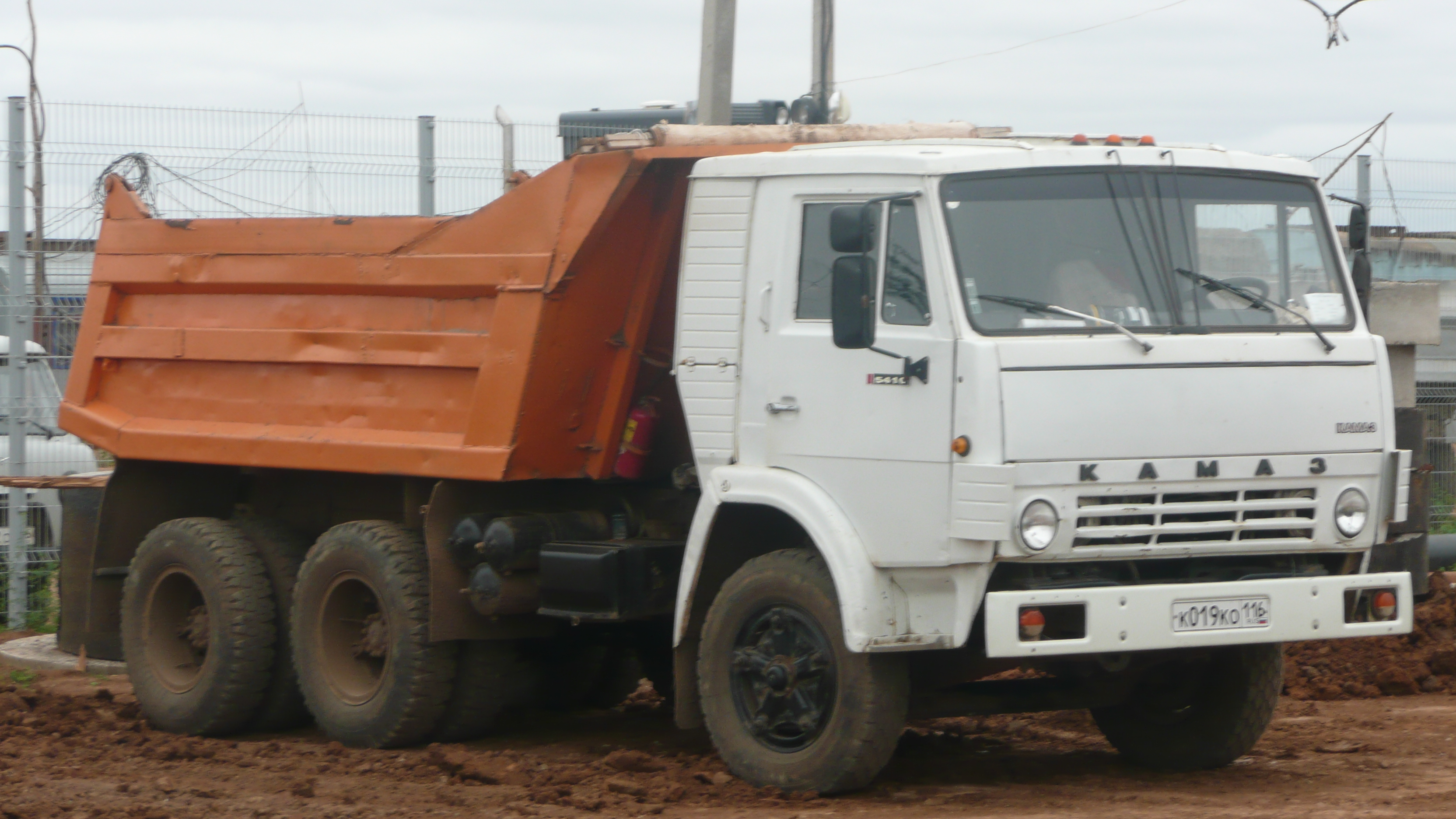
KAMAZ-5410
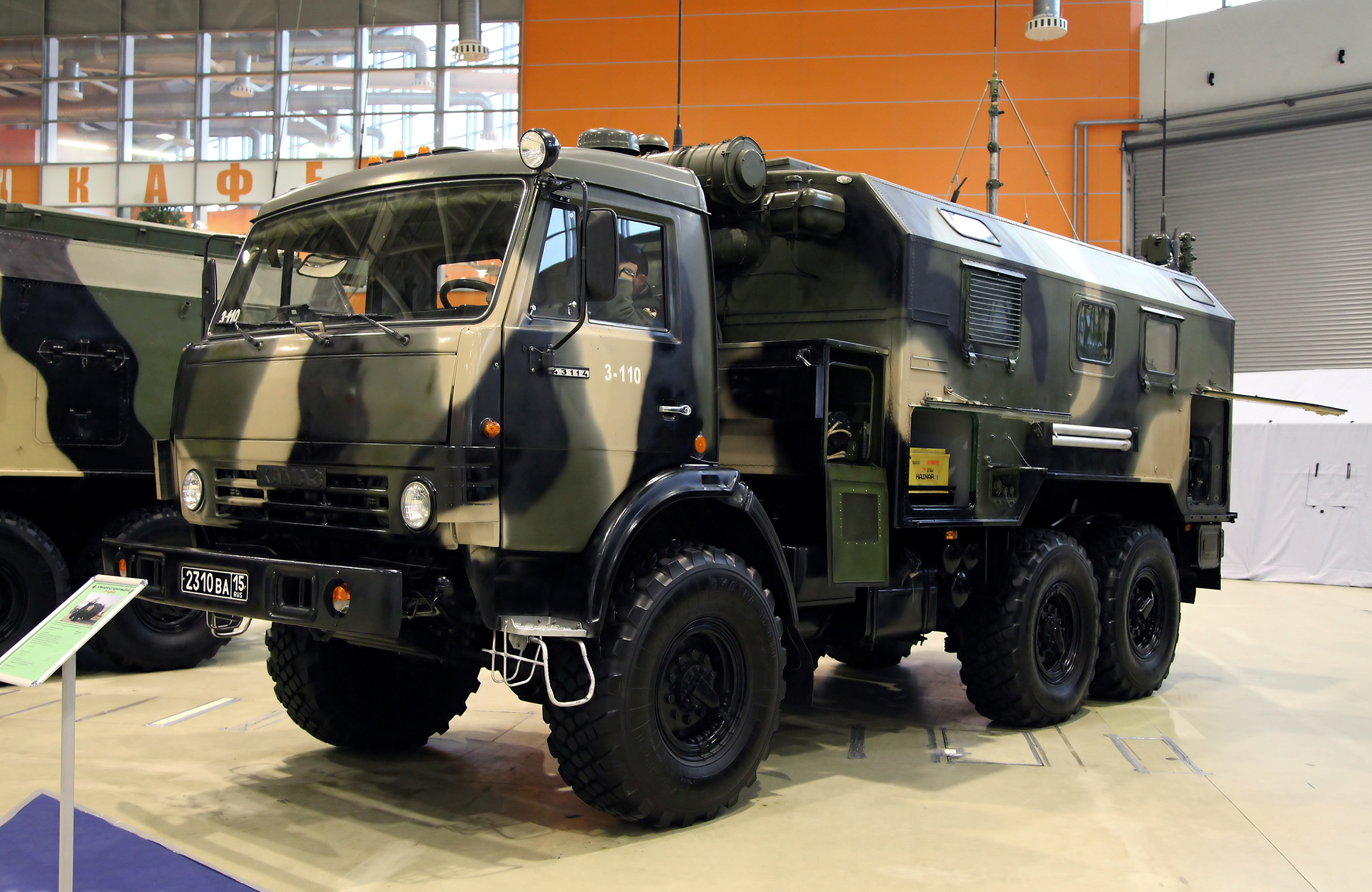
wojskowy KAMAZ-43114
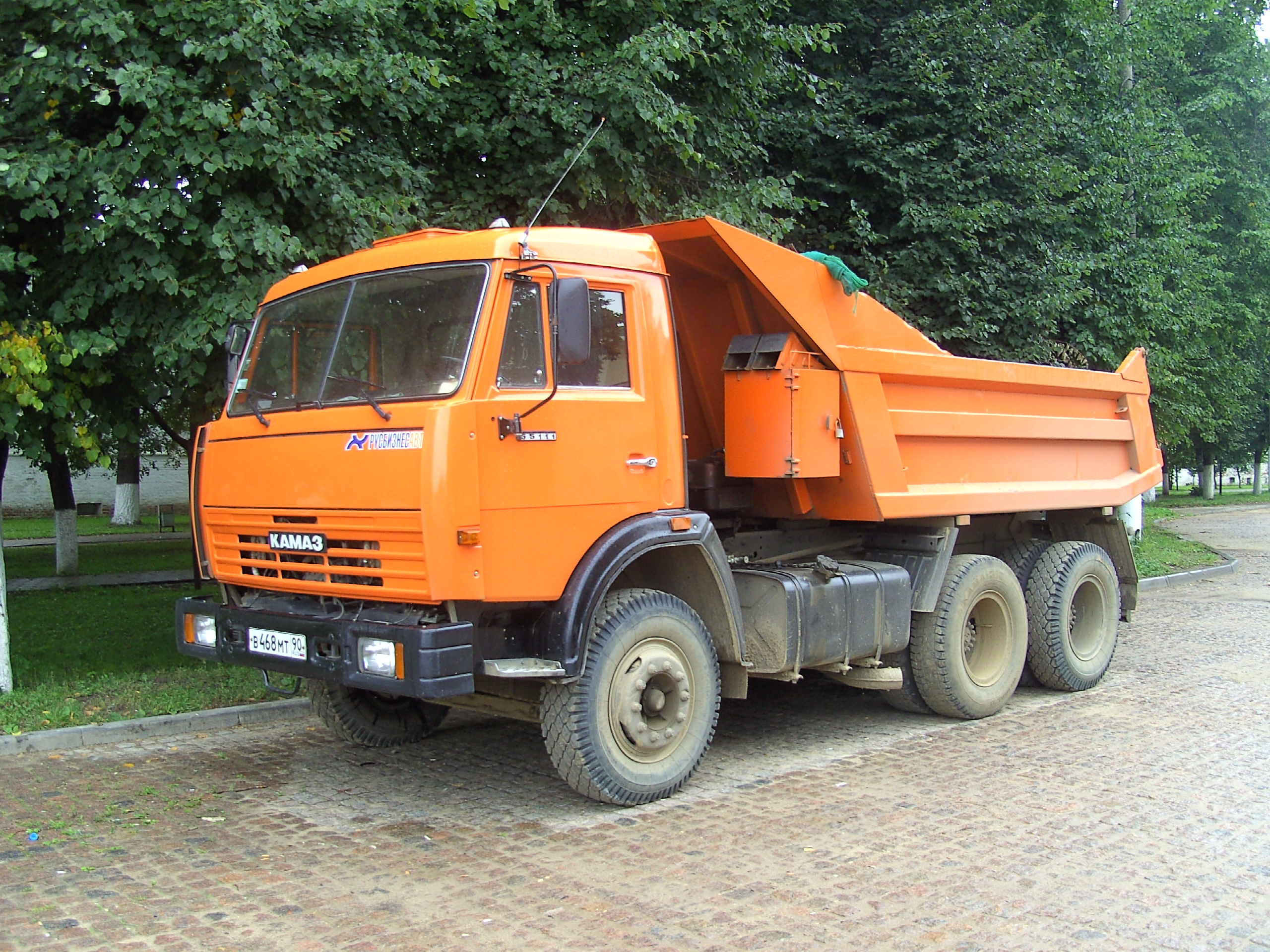
KAMAZ-55111
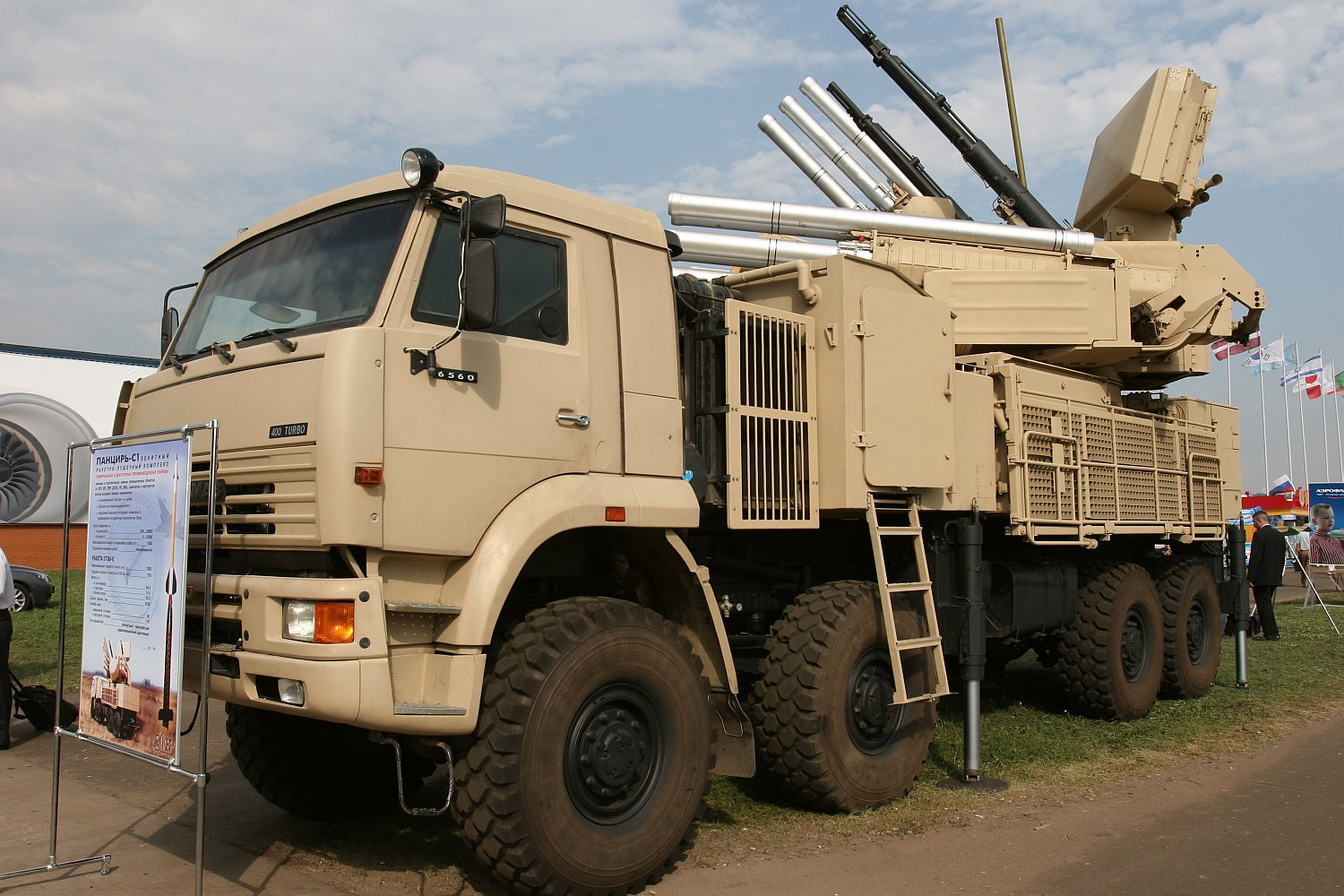
KAMAZ-6560
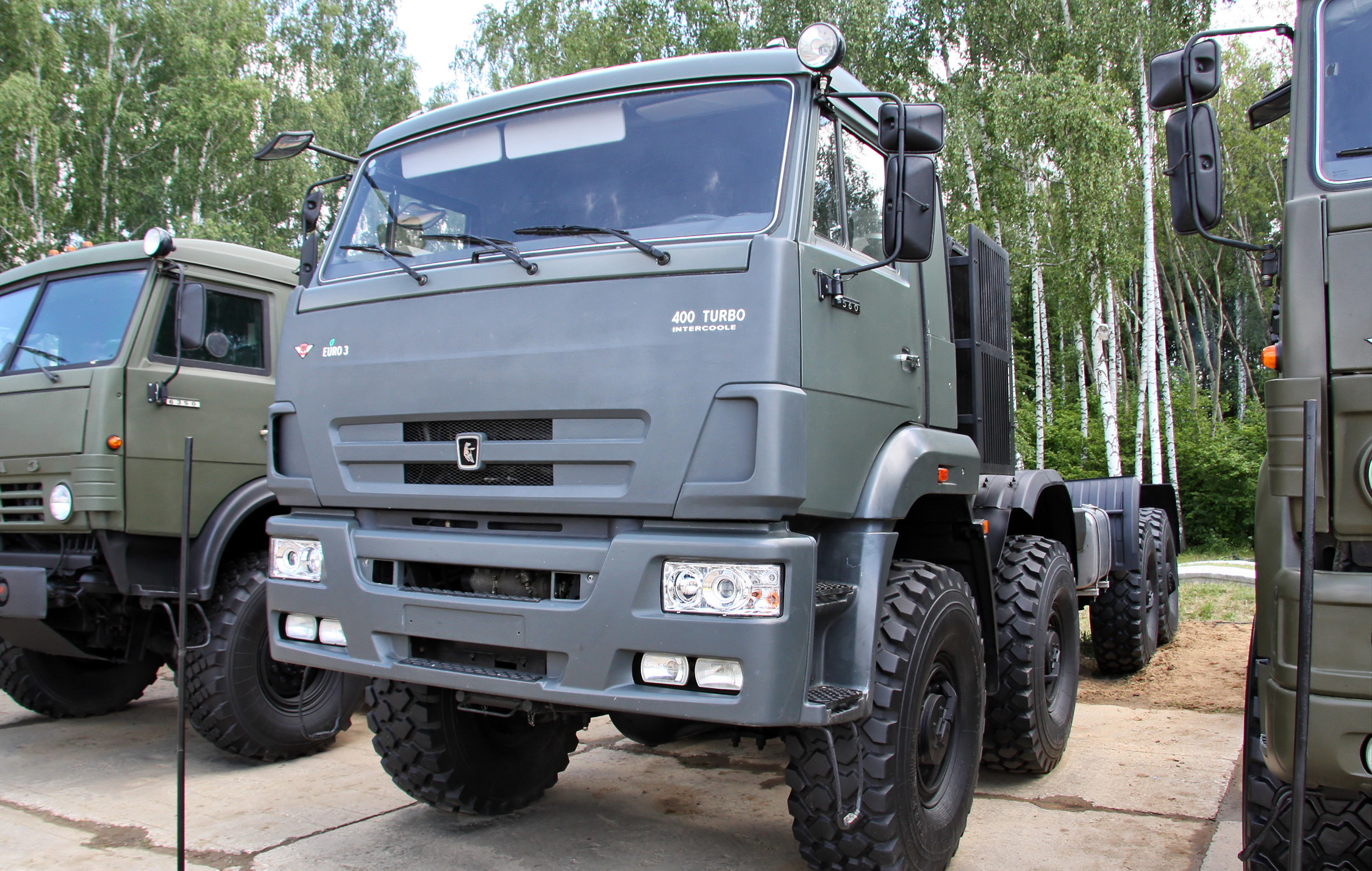
KAMAZ-6560
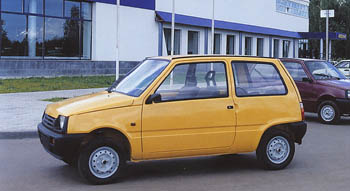
KAMAZ Oka